# Список осіб, до яких застосовано санкції через російську агресію проти України
Список громадян Росії та України, до яких застосовано санкції США, Канади, Австралії, Нової Зеландії, ЄС (включаючи Велику Британію), Швейцарії та Японії у 2014—2016 роках у зв'язку з російською агресією проти України. Після повномасштабного вторгнення Росії в Україну 2022 року цей список було розширено, див. Список осіб, до яких застосовано санкції через російську агресію проти України (2022).

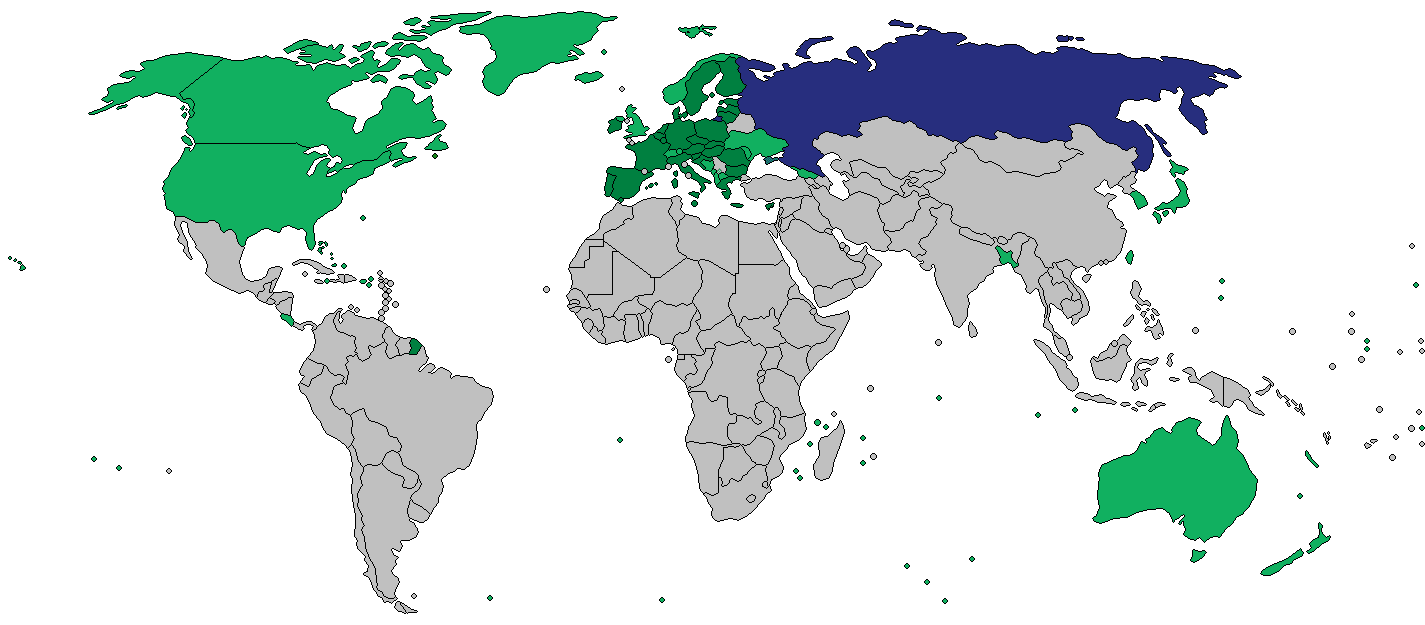
Країни, які ввели антиросійські санкції у зв'язку з її агресією проти України:
Європейський союз
інші держави
Росія

## Передісторія
У лютому-березні 2014 р. Російська Федерація на чолі з президентом Володимиром Путіним, скориставшись втечею Президента України Віктора Януковича і зміною влади в Україні внаслідок антиурядових протестів («Євромайдан») листопада 2013 — лютого 2014, з використанням своїх спецслужб, збройних сил, місцевих агентів і зрадників захопила у лютому-березні 2014 р. у України територію АР Крим і м. Севастополя, провела там 16 березня незаконний «референдум» і офіційно приєднала її до складу Росії 17-18 березня 2014 р.
Ці дії Кремля викликали негативну реакцію у світі і запровадження вже з 17 березня 2014 р. провідними країнами санкцій щодо осіб, угрупувань, організацій і підприємств, причетних до агресії проти України. Санкції стосуються обмежень у торговельній, фінансовій сферах, а також інвестицій і постачання окремих видів продукції.
Спочатку санкції були введені через розширення списку спеціально позначених громадян і заблокованих осіб США. За повідомленням президента Ради ЄС Герман Ван Ромпей 21 березня 2014 р. Європейський Союз розширив список осіб (на 12 осіб), щодо яких застосовані санкції у вигляді заморожування активів і заборони на в'їзд.
Але російська влада не зупинила своїх агресивних дій в Україні: одночасно із захопленням Криму, і особливо після нього по всій південно-східній Україні (яку В.Путін оголосив «Новоросією»), особливо на Донбасі, розгорнулись аналогічні спецоперації (але спочатку без явного залучення збройних сил) — проросійськи мітинги, захоплення адмінбудівель, проголошення «народних республік», застосування збройних формувань прихованого походження. З оголошенням владою України антитерористичної операції до бойових дій на Донбасі неофіційно приєднались і кадрові підрозділи російської армії та ФСБ РФ. Всі ці події викликали подальше розширення санкцій, особливо після збиття над Торезом силами ППО ЗС Росії цивільного пасажирського літака (рейс МН17) 14 липня 2014 р.
Надалі до санкцій з боку США та ЄС повністю чи частково, або із запровадженням своїх заходів, долучались інші країни, зокрема Канада, Україна, Австралія, Нова Зеландія, Швейцарія, Норвегія.

## Запровадження персональних санкцій
28 лютого уряд Швейцарії ухвалив рішення заморозити рахунки 20 громадян України у своїх банках. У поширеному офіційному списку вказано прізвища Віктора Януковича та його сина Олександра, Сергія Арбузова, Миколи Азарова і ряду інших членів кабінету міністрів. Аналогічне рішення ухвалила влада Ліхтенштейну. Австрія також заморозила на вимогу Києва рахунки 18 громадян України в банках на своїй території. Прокуратура Женеви завела кримінальну справу стосовно Віктора Януковича за звинуваченням у відмиванні грошей. Разом з тим, на середину листопада 2014 року 18 колишніх українських високопосадовців, які перебувають під майновими санкціями, не мали заборони на отримання Шенгенської візи та інших європейських віз, що стало відомо після видачі Андрію Портнову шенгенської візи на рік
Прем'єр-міністр Канади Стівен Гарпер оголосив про замороження активів представників режиму колишнього президента Віктора Януковича.
Сайт Ради ЄС 6 березня 2014 року оприлюднив перелік осіб, проти яких застосовуються санкції, а саме замороження і повернення незаконно привласнених коштів української держави. До списку потрапили 18 осіб. 10 березня 2014 року опублікований виконавчий наказ Президента США № 13660 з переліком осіб та організацій, причетних до насильства під час подій Майдану та до окупації Криму і Донбасу, який пізніше поповнювався в міру розвитку ситуації.
| ПІБ                           | Коментар                                           | Санкції України | Санкції США | Санкції ЄС | Санкції Канади | Інші |
| Азаров Микола Янович          | колишній прем'єр-міністр                           |                 |             |            |                |      |
| Азаров Олексій Миколайович    | син Миколи Азарова                                 |                 |             |            |                |      |
| Богатирьова Раїса Василівна   | екс-голова міністерства охорони здоров'я           |                 |             |            |                |      |
| Захарченко Віталій Юрійович   | колишній голова МВС                                |                 |             |            |                |      |
| Калінін Ігор Олександрович    | колишній радник Януковича                          |                 |             |            |                |      |
| Клюєв Андрій Петрович         | екс-голова президентської адміністрації            |                 |             |            |                |      |
| Клюєв Сергій Петрович         | брат Андрія Клюєва                                 |                 |             |            |                |      |
| Курченко Сергій Віталійович   | підприємець і фінансист «сім'ї»                    |                 |             |            |                |      |
| Лукаш Олена Леонідівна        | екс-голова міністерства юстиції                    |                 |             |            |                |      |
| Портнов Андрій Володимирович  | колишній заступник голови адміністрації президента |                 |             |            |                |      |
| Пшонка Артем Вікторович       | син Віктора Пшонки                                 |                 |             |            |                |      |
| Пшонка Віктор Павлович        | екс-генпрокурор                                    |                 |             |            |                |      |
| Ратушняк Віктор Іванович      | колишній заступник міністра внутрішніх справ       |                 |             |            |                |      |
| Табачник Дмитро Володимирович | екс-міністр освіти та науки                        |                 |             |            |                |      |
| Якименко Олександр Григорович | екс-голова СБУ України                             |                 |             |            |                |      |
| Янукович Віктор Вікторович    | син В. Ф. Януковича                                |                 |             |            |                |      |
| Янукович Віктор Федорович     | екс-президент України                              |                 |             |            |                |      |
| Янукович Олександр Вікторович | син В. Ф. Януковича                                |                 |             |            |                |      |

## Громадяни Росії
| ПІБ                              | Коментар | Санкції України | Санкції США | Санкції ЄС | Інші |
| Бушмін Євген Вікторович          | віце-спікер Ради Федерації                                                                                              |                 |             | [ 4 ]      |      |
| Вітко Олександр Вікторович       | командувач Чорноморським флотом РФ                                                                                      |                 |             | [ 4 ]      |      |
| Галкін Олександр Вікторович      | командувач військами Південного військового округу Росії генерал-полковник                                              |                 |             | [ 4 ]      |      |
| Глазьєв Сергій Юрійович          | радник президента Росії                                                                                                 |                 |             | [ 5 ]      |      |
| Громов Олексій Олексійович       | перший заступник керівника Адміністрації президента Путіна                                                              | [ 2 ]           |             |            |      |
| Джабаров Володимир Михайлович    | голова комісії Ради Федерації з моніторингу ситуації в Україні                                                          |                 |             | [ 4 ]      |      |
| Железняк Сергій Володимирович    | віце-спікер Держдуми від «Єдиної Росії», Банк «Росія»                                                                   |                 | [ 2 ]       | [ 4 ]      |      |
| Залдостанов Олександр Сергійович | лідер кримінального угрупування «Нічні вовки». Один з організаторів російського терористичного угрупування «Антимайдан» |                 | [ 2 ]       |            |      |
| Іванов Віктор Петрович           | голова Федеральної служби із контролю за обігом наркотиків                                                              |                 | [ 2 ]       |            |      |
| Іванов Сергій Борисович          | голова АП Путіна |                 | [ 2 ]       |            |      |
| Кадиров Рамзан Ахмадович         | президент Чечні (з 2007), член бюро вищої ради партії «Єдина Росія»                                                     |                 | [ 2 ]       |            |      |
| Кисельов Дмитро Костянтинович    | директор Російського федерального інформагентства «Россия сегодня»                                                      |                 |             | [ 5 ]      |      |
| Клішас Андрій Олександрович      | голова конституційного комітету Ради Федерації                                                                          |                 |             | [ 4 ]      |      |
| Ковальчук Юрій Валентинович      | основний акціонер банку «Росія», вважається банкіром Путіна                                                             |                 | [ 2 ]       |            |      |
| Кожин Володимир Ігорович         | керуючий справами президента Росії                                                                                      |                 | [ 2 ]       |            |      |
| Куликов Валерій Володимирович    | заступник командувача Чорноморським флотом РФ                                                                           |                 |             | [ 5 ]      |      |
| Матвієнко Валентина Іванівна     | спікер Ради Федерації Росії                                                                                             |                 |             | [ 5 ]      |      |
| Миронов Сергій Михайлович        | депутат Держдуми, лідер «Справедливої Росії»                                                                            |                 | [ 2 ]       | [ 4 ]      |      |
| Мізуліна Олена Борисівна         | депутат Державної думи Росії                                                                                            |                 |             | [ 5 ]      |      |
| Наришкін Сергій Євгенович        | голова Державної думи Росії                                                                                             |                 | [ 2 ]       | [ 5 ]      |      |
| Носатов Олександр Михайлович     | заступник командувача Чорноморським флотом РФ                                                                           |                 |             | [ 5 ]      |      |
| Озеров Віктор Олексійович        | голова Комітету Ради Федерації з оборони та безпеки Росії                                                               |                 | [ 2 ]       | [ 4 ]      |      |
| Пантелеєв Олег Євгенович         | представник у Раді Федерації від виконавчого органу Курганської області                                                 |                 | [ 2 ]       |            |      |
| Рижков Микола Іванович           | сенатор Верхньої палати Держдуми, член Ради Федерації                                                                   |                 | [ 2 ]       | [ 4 ]      |      |
| Рогозін Дмитро Олегович          | віце-прем'єр уряду Росії                                                                                                |                 |             | [ 5 ]      |      |
| Ротенберг Аркадій Романович      | мільярдер, друг Путіна по секції дзюдо                                                                                  |                 | [ 2 ]       |            |      |
| Ротенберг Борис Романович        | мільярдер, друг Путіна по секції дзюдо                                                                                  |                 | [ 2 ]       |            |      |
| Сергун Ігор Дмитрович            | заступник начальника Генштабу збройних сил РФ                                                                           |                 | [ 2 ]       |            |      |
| Сидоров Анатолій Олексійович     | командувач військами Західного військового округу Росії                                                                 |                 |             | [ 4 ]      |      |
| Слуцький Леонід Едуардович       | голова комітету Держдуми РФ у справах СНД                                                                               |                 |             | [ 4 ]      |      |
| Сурков Владислав Юрійович        | помічник президента Росії                                                                                               |                 |             | [ 5 ]      |      |
| Тимченко Геннадій Миколайович    | керівник Volga Group |                 | [ 2 ]       |            |      |
| Тотоонов Олександр Борисович     | представник Північної Осетії в Раді Федерації, член комітету з питань культури, науки та інформації Ради Федерацій      |                 | [ 2 ]       | [ 4 ]      |      |
| Турченюк Ігор Миколайович        | генерал-полковник, де-факто командувач російськими військами в Криму                                                    |                 |             | [ 5 ]      |      |
| Фурсенко Андрій Олександрович    | помічник Путіна |                 | [ 2 ]       |            |      |
| Якунін Володимир Іванович        | президент ОАО «Російська залізниця»                                                                                     |                 | [ 2 ]       |            |      |

20 квітня 2014 стало відомо, що держсекретар США Керрі заявив про персональні санкції, які запровадять проти Путіна, якщо Росія введе війська на українську материкову територію. Ці санкції передбачають обмеження транзакцій з швейцарськими рахунками Путіна, що містять близько 40 мільярдів доларів. Хоча США не мають безпосереднього контролю над швейцарськими банківськими установами, вони можуть блокувати операції у доларах, а також ті, що проходять через посередництво американських банків.
20 грудня 2016 на сайті Держскарбниці США з'явилось доповнення до санкційного списку спеціально позначених громадян і заблокованих осіб та організацій Росії. Серед осіб — наближені до Путіна фінансисти, кагебісти і соратники Михайло Дєдов, Михайло Клішин, Кирило Ковальчук, Дмитро Лебедєв, Дмитро Мансуров, Олег Мінаєв, Євгеній Пригожин.

## Громадяни України
| ПІБ                               | Коментар                                                                                                | Санкції України | Санкції США | Санкції ЕС | Інші |
| Аксьонов Сергій Валерійович       | незаконний прем'єр-міністр Криму                                                                        |                 |             | [ 4 ]      |      |
| Березін Федір Дмитрович           | повноважний представник «командувача ополченням» і «міністра оборони», «заступник міністра оборони» ДНР |                 | [ 2 ]       |            |      |
| Березовський Денис Валентинович   | Колишній командувач Військово-Морських сил України, який зрадив Україну                                 |                 |             | [ 4 ]      |      |
| Губарєв Павло Юрійович            | лідер організації «Народне ополчення Донбасу», «народний губернатор» Донеччини                          |                 |             | [ 4 ]      |      |
| Жеребцов Юрій Генадійович         | радник самопроголошеного спікера Верховної Ради Криму, один з організаторів «референдуму» в Криму       |                 |             | [ 4 ]      |      |
| Зима Петро Анатолійович           | незаконно призначений начальник СБУ Криму                                                               |                 |             | [ 4 ]      |      |
| Константинов Володимир Андрійович | незаконний спікер Верховної ради Республіки Крим                                                        |                 |             | [ 4 ]      |      |
| Малишев Михайло Григорович        | не визнаний Києвом голова ЦВК Криму                                                                     |                 |             | [ 5 ]      |      |
| Медведєв Валерій Кирилович(?)     | не визнаний Києвом голова виборчкому Севастополя                                                        |                 |             | [ 5 ]      |      |
| Теміргалієв Рустам Ільмирович     | незаконний перший віце-прем'єр республіки Крим                                                          |                 |             | [ 4 ]      |      |
| Олексій Чалий                     | незаконний мер Севастополя                                                                              |                 |             | [ 4 ]      |      |
| Цеков Сергій Павлович             | ініціював разом з Аксьоновим незаконне звільнення уряду Криму                                           |                 |             | [ 4 ]      |      |

## 2022 рік
- Список осіб, до яких застосовано санкції через російську агресію проти України (2022)